# Johann III. von Trautson

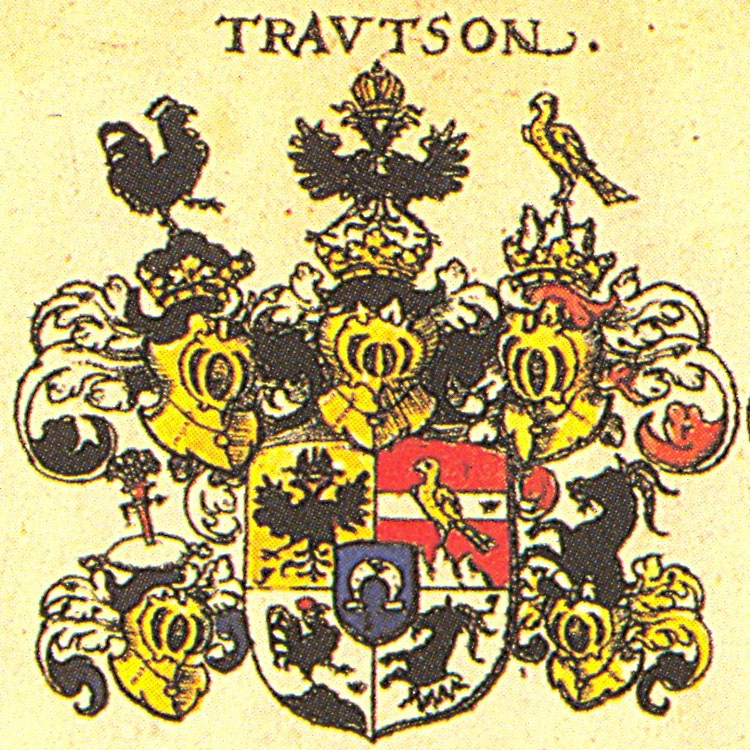
Wappen derer von Trautson

Johann III. von Trautson, seit 1541 Freiherr zu Sprechenstein (* um 1507 in Tirol; † 29. Dezember 1589 in Prag), Herr auf Matrei, Schrofenstein, Bideneck etc. in Tirol und Herr auf Poysbrunn, Laa an der Thaya etc. in Niederösterreich, war ein Adliger aus Tirol und ein österreichischer Staatsmann, der in Tirol als Landeshauptmann an der Etsch, Burggraf zu Tirol und Hauptmann zu Rovereto und darüber hinaus in 60 Jahren drei Kaisern aus dem Haus Österreich diente: Ferdinand I., Maximilian II. (1564–1576) und Rudolf II. (1576–1612). Davon 49 Jahre als Mitglied des Geheimen Rates, aber auch als Hofmarschall und als Obersthofmeister. Er wurde 1541 zum erbländischen (d. h. in den von den Habsburgern erblich beherrschten Territorien) Freiherrn zu Sprechenstein erhoben, erwarb bedeutenden Besitz in Tirol als auch im heutigen Niederösterreich und war der nähere Stammvater seines inzwischen erloschenen Hauses, das 1599 in den Reichsgrafenstand und 1711 in den Reichsfürstenstand aufstieg.

## Herkunft

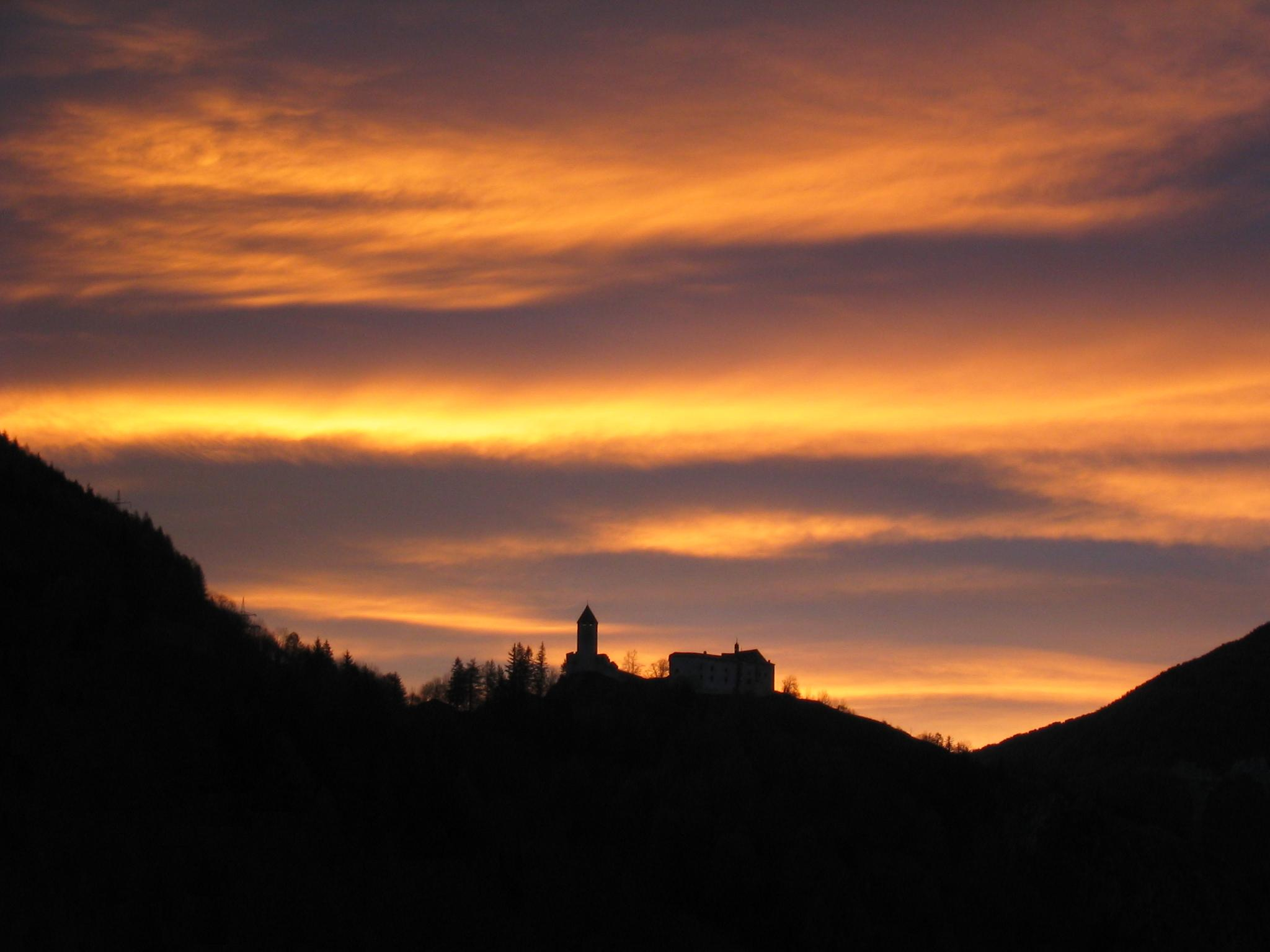
Schloss Sprechenstein bei Sonnenaufgang

Johann III. von Trautson stammte aus der Familie Trautson, die zum Tiroler Uradel zählt, da der älteste Stammvater, Swigger von Reichenberg, und sein Sohn Chunrad von Trautson bereits 1164 urkundlich auftreten.
Der Vater von Johann III. war Johann II. von Trautson, Ritter, Herr auf Reifeneck, Schloss Sprechenstein, Matrei und Schrofenstein. Er war königlicher Rat und seit 1531 Oberst-Erblandmarschall von Tirol, starb in Innsbruck am 15. Februar 1531 und wurde im Stift Wilten begraben.
Über seine väterliche Großmutter, Dorothea von Schrofenstein, war Johann III. ein Nachkomme des Abenteurers, Sängers, Dichters und Politikers Oswald von Wolkenstein (* ca. 1377; † 2. August 1445), der als der „Letzte Minnesänger“ angesehen wird.

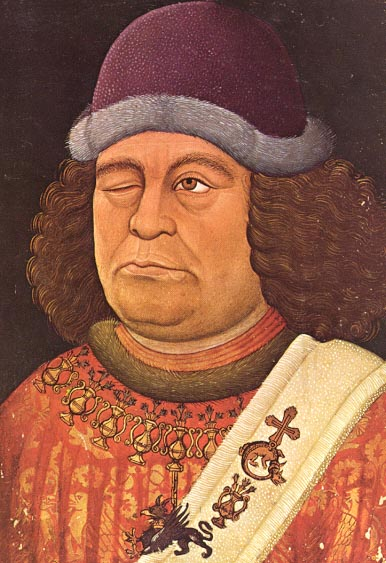
Oswald von Wolkenstein – Porträt aus der Innsbrucker Handschrift von 1432 (Liederhandschrift B)

Über die Schwester seiner Mutter, Katharina von Schrofenstein, war Johann II. von Trautson mit deren Ehemann Georg von Frundsberg (* 1473; † 1528), dem „Vater der Landsknechte“ verschwägert.

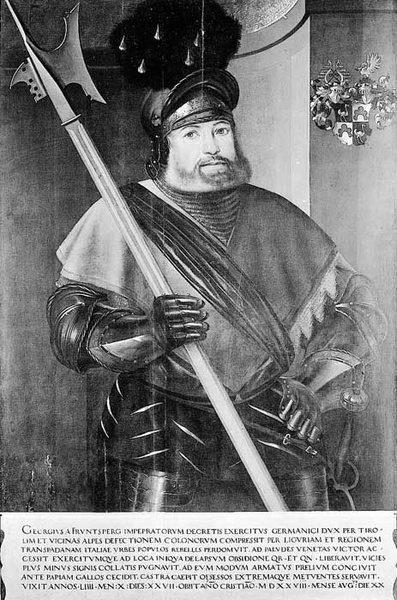
Georg von Frundsberg, porträtiert von Christoph Amberger

Die Mutter von Johann III. von Trautson war Maria von Sigwein auf Bideneck, die Erbtochter des Johannes von Sigwein auf Bideneck und der Sofia von Rindsmaul aus dem Haus Kronberg.

## Leben

### Jugend und Aufstieg in Tirol
Trautson wurde um 1507 in Tirol geboren, erhielt eine gute Ausbildung und unternahm nach dem Abschluss seiner Studien in den Jahren 1530/31 eine Kavalierstour durch Europa.
Nach seiner Rückkehr verheiratete er sich 1531 mit Brigitta Maria Susanna Freiin von Madruzzo (* 1518 Madruzzo; † 1576 in Wien), einer Tochter des Freiherren Giangaudenzo (Johann Gaudenz) von Madruzzo, Herr zu Castel Madruzzo, Castel Nanno, Castel Toblino (beide heute in der Provinz Trentino in Italien). Durch diese Ehe bekam er familiäre Kontakte zu führenden Staatsmännern seiner Zeit: Sein Schwiegervater war Hofmeister des einflussreichen Kanzlers des Kaisers Ferdinand I. (* 1503; † 1564), des Kardinals Bernhard von Cles, Fürstbischof von Trient. Der Nachfolger von Kardinal Cles als Bischof von Trient war der siebenundzwanzigjährige Cristoforo Madruzzo (* 1512; † 5. Juli 1578 in Tivoli, Villa d’Este) – und niemand anderer als sein Schwager, der von 1539 bis 1567 Fürstbischof von Trient und seit 1542 Kardinal und zuletzt Kardinalbischof von Porto war, wobei zu seiner Zeit – in den Jahren 1545 bis 1563 – das bedeutende Konzil von Trient stattfand, das er eröffnete.

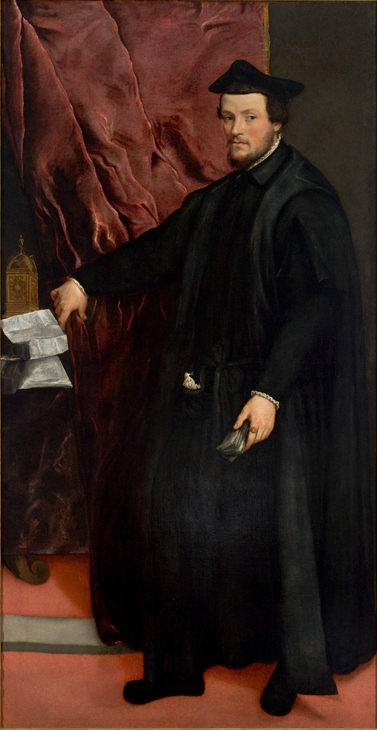
Kardinal Cristoforo Madruzzo – Schwager von Johann III. von Trautson – gemalt von Tizian

Als Erbe seines Vaters wurde Johannes III. Trautson 1531 Erbmarschall der gefürsteten Grafschaft Tirol und 1538 zum Rat von König Ferdinand I. Zugleich wurde er zum Regenten der „Oberösterreichischen“ Regierung mit Sitz in Innsbruck bestellt. (Dieses Oberösterreich war ein abgesonderter Herrschaftsbereich der Habsburger, der 1406 auf eine historische Erbteilung der Habsburgischen Erbländer zurückgeht und bis 1665 nachwirkte. Es umfasste Tirol, Vorarlberg und die „Vorlande“ (die habsburgischen Besitzungen westlich von Tirol), hat daher mit dem gleichnamigen Erzherzogtum und späteren österreichischen Bundesland Oberösterreich nichts zu tun.)
Trautson spielte auch unter den Tiroler Ständen nicht nur wegen seiner Funktion als Oberst-Erblandmarschall, sondern auch als Landeshauptmann an der Etsch, als Burggraf zu Tirol (Verwalter des „Burggrafenamtes“, eines Verwaltungsbezirkes im Etschtal in der Nähe von Meran in Südtirol, das Kerngebiet des historischen Tirol) und Hauptmann zu Rovereto und zum Stein am Gallian (Caliano) und auf Grund seiner Persönlichkeit eine wichtige Rolle. So wurde er u. a. 1541, als die Stadt Ofen (die ungarische Hauptstadt Buda) nach dem Tod von Johann Zápolya, König von Ungarn (1526/1538–1540), von den Türken besetzt wurde und Geld und Truppen für die Abwehr der Türken benötigt wurde, von einer Ständeversammlung in der Stadt Bozen zu einem ihrer Bevollmächtigten gewählt, die die Aufgabe hatten, die ständische Unterstützung für die erforderlichen Abwehrmaßnahmen zu organisieren.
In Anerkennung seiner eigenen Verdienste sowie der seines Ahnen Sixt Trautson, „der mit Vergießung seines Blutes gegen die Herrschaft Venedig gekämpft hatte“ – er fiel als kaiserlicher Feldhauptmann bei Pieve di Cadore (in der Provinz Belluno in Italien – dem Geburtsort von Tizian, am 10. März 1508) – wurde Hanns III. von König Ferdinand zu Linz am 1. November 1541 zum „Erbländischen Freiherrn zu Sprechenstein“ erhoben und zugleich in den Herrenstand des Erzherzogtums Österreich unter der Enns aufgenommen.

### Staatsmann in Wien
Bereits 1540 wurde Trautson Mitglied des von König Ferdinand I. 1527 geschaffenen Geheimen Rates – der damals das wichtigste Beratungsorgan der sowohl für Angelegenheiten der Erbländer wie für die Reichspolitik war. In seiner Funktion als Geheimer Rat begleitete Trautson die drei Kaiser, denen er diente, regelmäßig auf die Reichstage. Trautson sollte diese wichtige Funktion 49 Jahre, d. h., fast ein halbes Jahrhundert, ausüben.
Im Jahre 1544 wurde ihm das Amt des kaiserlichen Oberst-Hofmarschalls übertragen, das er bis 1565 ausübte. Er war damit für die Streitschlichtung und für die Gerichtsbarkeit am kaiserlichen Hof zuständig. In dieser Funktion unterfertigte er auch das Testament von Kaiser Ferdinand I.
Im Jahre 1547 nahm Trautson am „geharnischten“ Reichstag zu Augsburg teil, bei dem Kaiser Karl V. mit seinen Plänen zur Niederwerfung des Luthertums und der Aufrichtung einer starken katholischen kaiserlichen Macht scheiterte, da dort nur das „Augsburger Interim“ beschlossen wurde, das sich darauf beschränkte, einige Reformen zugunsten der Protestanten in süddeutschen Städten rückgängig zu machen.

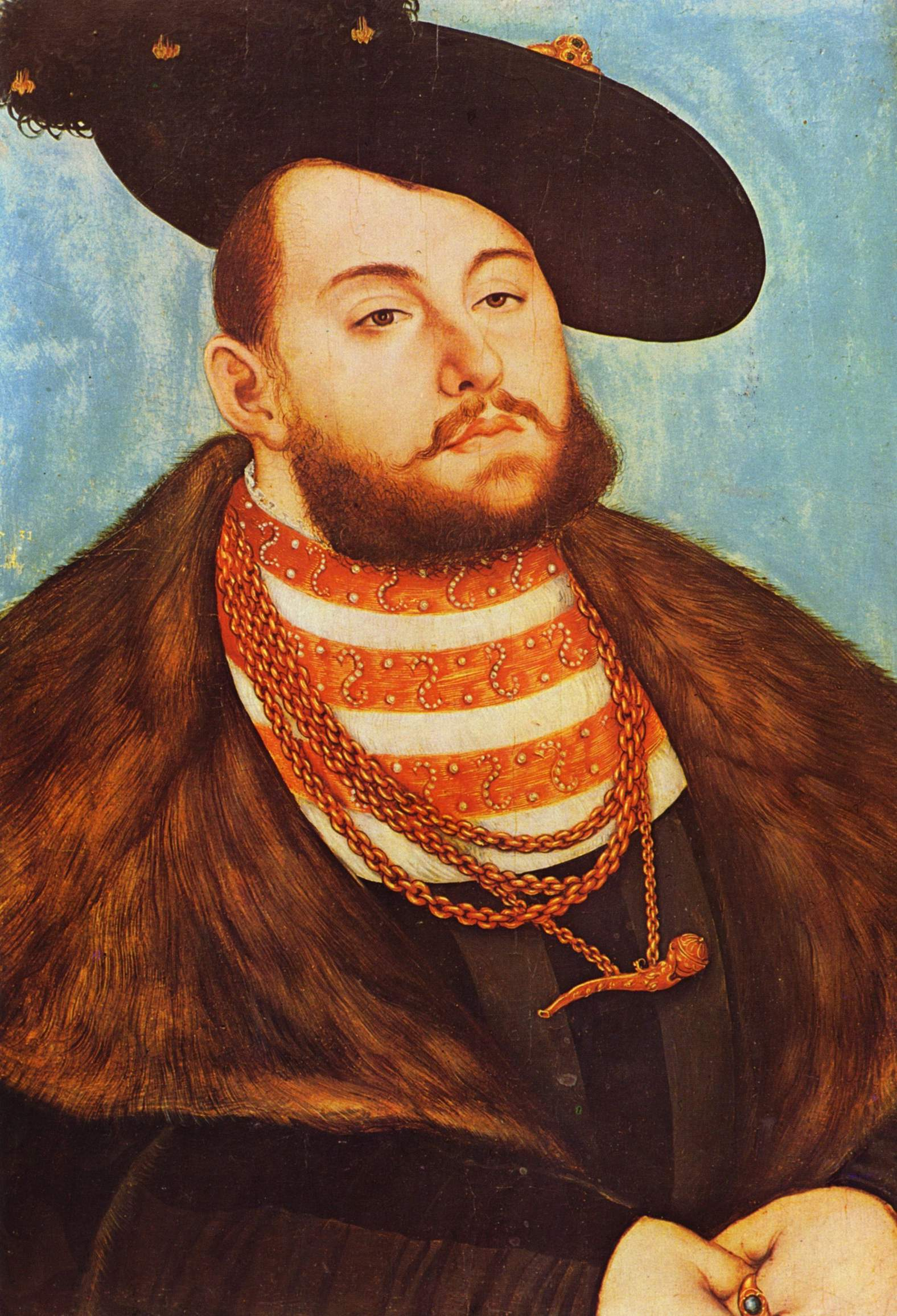
Kurfürst Johann Friedrich, porträtiert von Lucas Cranach d. Ä.

Im selben Jahr wurde Trautson eine heikle Aufgabe übertragen, da er mit der Bewachung des Kurfürsten Johann Friedrich I. „des Großmütigen“ von Sachsen (1532–1547) betraut wurde, der nach der Schlacht bei Mühlberg am 24. April 1547 in die Gefangenschaft kaiserlicher Truppen geraten war, am 10. Mai zum Tode verurteilt, dann zu lebenslangem Gefängnis begnadigt wurde und die Kurwürde wie den Großteil seiner Länder an Moritz von Sachsen (Kurfürst von Sachsen von 1547 bis 1553) verlor. Diese Aufgabe sollte Trautson 5 Jahre lang beschäftigen, da es erst 1552 durch den Passauer Vertrag zu einer Einigung über die Freilassung des früheren Kurfürsten kam.
In den 1550er Jahren zählte Trautson zu den engsten Beratern von König Ferdinand I., der ihn aus seiner Tätigkeit in Tirol kannte und ihn 1550 zu seinem Obersthofmeister ernannte, eine Funktion, die Trautson bis 1558 ausübte. Dieser Einfluss wurde noch dadurch verstärkt, dass seine Schwester Eleonora von Trautson Obersthofmeisterin der Erzherzogin Eleonore (* 1534; † 1594) – ab 1561 Herzogin von Mantua – einer Tochter von König Ferdinand I. war und sein Schwager Cristoforo Madruzzo – der spätere Kardinal – seit 1541 Kämmerer der drei Söhne von Ferdinand I.
Der Obersthofmeister war die bedeutendste Person am kaiserlichen Hof, denn sie war in der Regel mit dem Vorsitz im Geheimen Rat verbunden in dem die Politik nicht nur bezüglich der habsburgischen Erblande, sondern auch die Reichspolitik bestimmt wurde. Zugleich umfasste dieses Amt auch wesentliche Teile des kaiserlichen Haushaltes, wie etwa Jagdwesen, Leibgarde, Küche und Kapelle.
Seine Tätigkeit am Wiener Hof zwang Trautson zu immer längeren Aufenthalten in Wien, sodass er sich veranlasst sah, sich in Wien eine passende Unterkunft zu besorgen. Er erwarb daher 1554 von Hieronymus Ritz, seit 1530 „von Sprinzenstein“ (* ca. 1510; † Neuhaus unter der Enns 22. Februar 1570, Sohn des gelehrten Autors, Philosophen, Kabbalisten und Mediziners Paul Ritz der Zeit des Humanismus) ein gotisches Freihaus in der Breunerstraße 12 (Stallburggasse 4 bzw. Habsburgergasse 9), das bis 1787 in der Familie blieb, jedoch später durch einen Neubau ersetzt wurde.
Im Jahr 1565 kam es zu einem internen Rangstreit am Wiener Hof, da Leonhard IV. von Harrach, Reichsfreiherr zu Rohrau (* 1514; † 1590) als amtierender Obersthofmeister des Kaisers Maximilian II. gegenüber Trautson – dem früheren Obersthofmeister von Kaiser Ferdinand I. – den Vortritt und den Vorsitz im Geheimen Rat beanspruchte. Dies dürfte jedoch nicht erfolgreich gewesen sein, da Trautson 1567 in einem Schreiben an den türkischen Pascha in Ofen, (Buda, der Hauptstadt des Königreiches Ungarn) als Vorsitzender des Geheimen Rates aufscheint.
Trautson nahm auch 1566 an den vorbereitenden Gesprächen für die Friedensverhandlungen mit der Hohen Pforte und als Geheimer Rat auch am Reichstag zu Regensburg 1576 und am Reichstag zu Augsburg 1582 teil.
Unter Rudolf II., Römischer Kaiser (1576–1612), war Trautson 1578 auch Mitglied des vom Niederösterreichischen Landtag gewählten Ausschusses für den Religionstraktat, in welchem neben fünf katholischen Geheimen Räten – darunter Trautson – auch sechs protestantische Geheime Räte saßen. Trautson war ein starker Vertreter der katholischen Sache und betrieb die katholische Erneuerung gemeinsam mit dem damaligen Offizial des Bischofs von Passau, in Wien, Melchior Khlesl (* 1552; † 1630), der später als Bischof von Wien (1598) und Kardinal (1615) nicht nur einer der Hauptvertreter der Gegenreformation, sondern auch Kanzler von Erzherzog Matthias von Österreich, Römischer Kaiser (1612–1619), wurde.
Durch eine in Prag am 14. Februar ausgestellte kaiserliche Urkunde wurde Trautson die Anrede „Wohlgeboren“ verliehen.
Im Jahre 1583 erhielt Trautson auch das böhmische Inkolat, obwohl er, soweit bekannt, in Böhmen keine Güter besaß.

### Alter und Tod

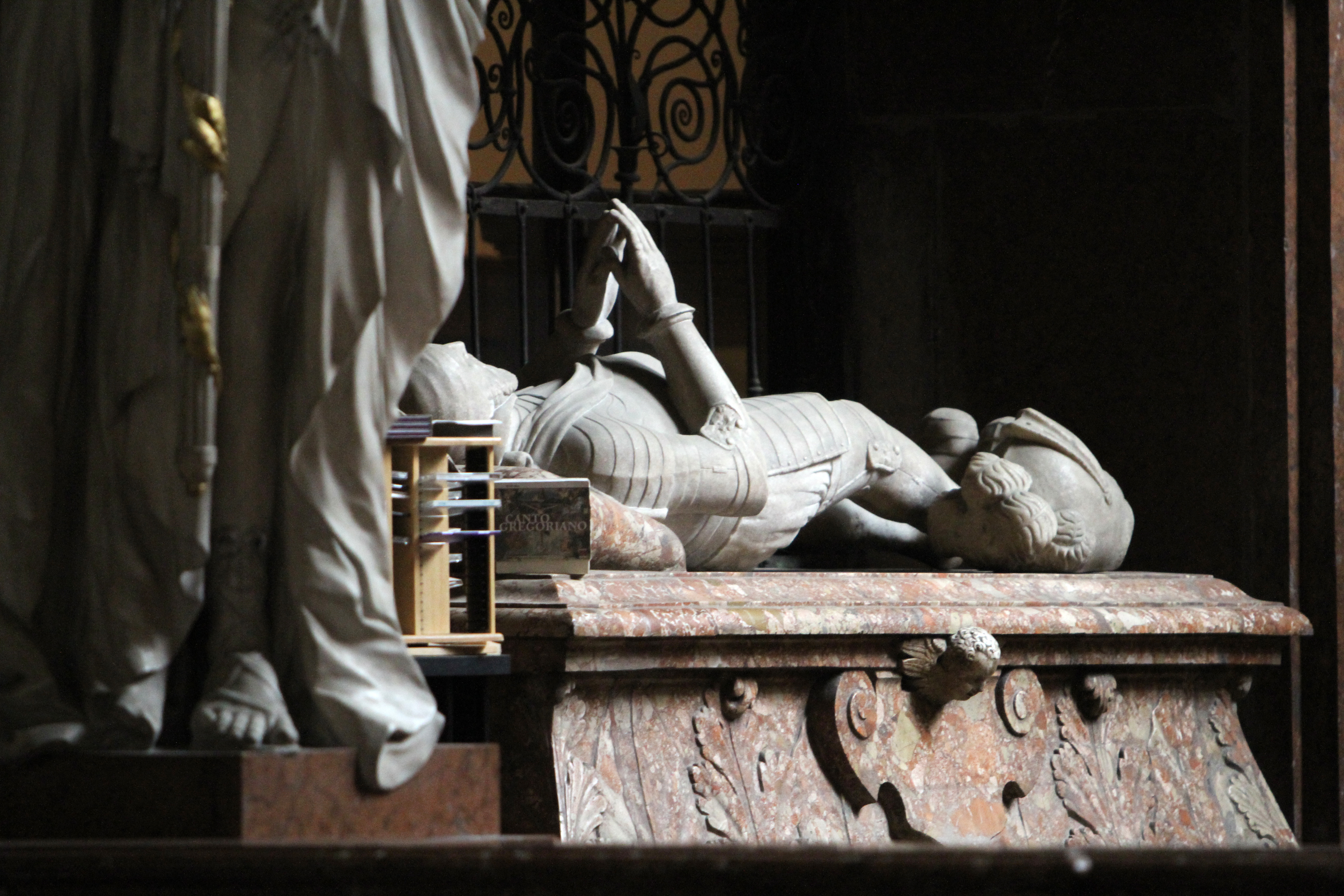
Michaelerkirche Wien, Grabdenkmal des Johann III. von Trautson

Trautson war im Dienste des Hauses Österreich mit 80 Jahren so alt geworden, dass sich die wachsende Kritik an der überalterten Zusammensetzung, der Langsamkeit und Kleinmütigkeit des Geheimen Rates auch gegen ihn persönlich richtete, da man über ihn 1587 sagte, „er wäre alt und unvermügendlich“.
Am 6. April 1589 wurde Trautson – auf eigenen Wunsch? – unter Gewährung eines erheblichen „Gnadengeldes“ seiner öffentlichen Funktionen enthoben. Er schied somit erst im Alter von rund 82 Jahren aus dem aktiven öffentlichen Dienst, was für damalige Zeiten ein geradezu biblisches Alter war.
Trautson starb am 29. Dezember 1589 mit etwa 82 Jahren in Prag, nachdem er in über 60 Jahren drei Kaisern – darunter 49 Jahre als Mitglied des Geheimen Rates – gedient hatte. Sein Leichnam wurde in einem feierlichen Kondukt – der in einem im Schloss Poysbrunn noch vorhandenen Ölbild festgehalten wurde – zur Kapitelkirche oberhalb der Prager Burg gebracht, wo das feierliche Requiem abgehalten wurde.
Seine sterblichen Überreste wurden anschließend nach Wien gebracht und in der Familiengruft in der Michaelerkirche beigesetzt. Seine Söhne ließen für ihn dort, in der Mitte des Presbyteriums, ein kostbares Marmorgrab errichten, auf dem der Verstorbene in einer Ritterrüstung auf einer Tumba liegt, die auf Löwenköpfen ruht. Dieses Grabmal wurde 1670 unter eine Arkade links vom Hochaltar versetzt. Das Grabmal wird Alexander Colin zugeschrieben, der in Innsbruck und im Dom zu Prag für die Habsburger Grabmäler schuf.

## Besitz

### In Tirol

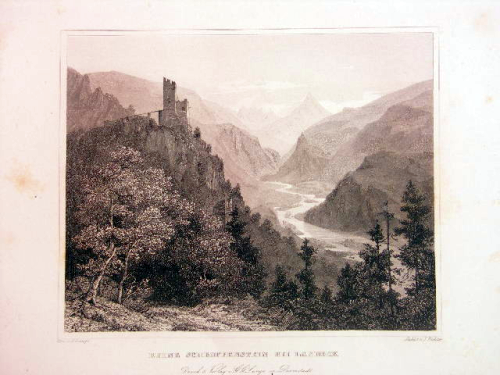
Ruine Schroffenstein um 1850

Trautson war erfolgreich bemüht, den ererbten Besitz in Tirol zu erweitern: Von seinem Vater hatte er die Herrschaften Raspenbühel und Sprechenstein geerbt, mit denen er 1531 belehnt wurde. Im Jahre 1546 wurde er nach dem Tod seines Neffen Georg Philipp von Schrofenstein mit der Burg Bideneck belehnt, verkaufte sie jedoch schon nach sechs Jahren. 1552 erwarb er die Fischweide zu Pfitsch, ein Brixener Lehen, das bis 1749 im Besitz der Trautsons blieb.

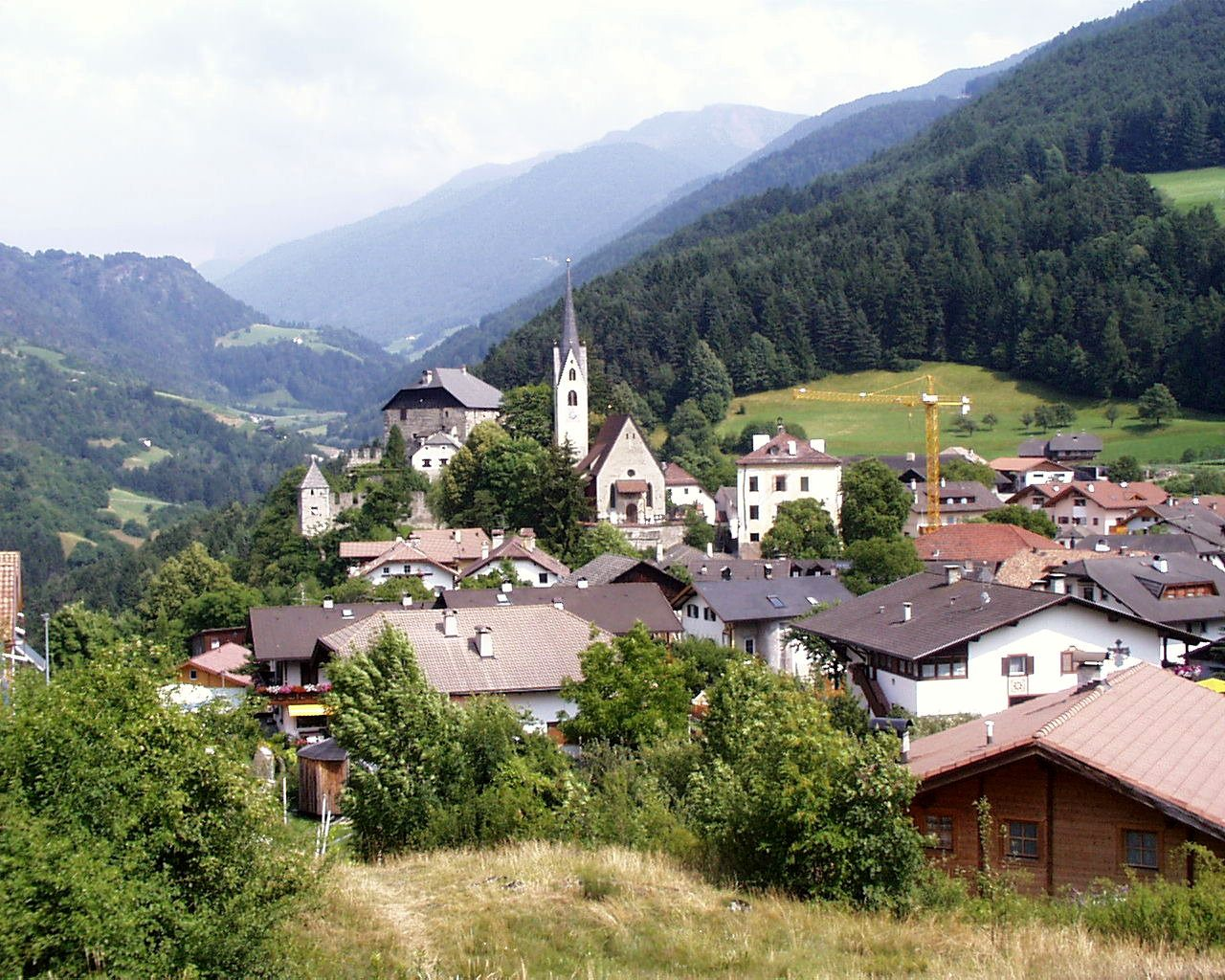
Blick auf Gufidaun mit Koburg und Schloss Summersberg

Zwei Jahre später erhielt er von Ferdinand I. die Gerichte Gufidaun (Gemeinde Klausen in Südtirol) und Villanders (im Eisacktal oberhalb von Klausen in Südtirol) als Pfand und brachte auch die Herrschaften Hocheppan, Korb und Summersberg (in Gufidaun) und die Burg Stein am Ritten (heute Burgruine zwischen Klobenstein und Unterinn unterhalb von Siffian in Südtirol) an sich. Im Jahr 1564 wurde er schließlich vom Bischof von Chur mit der Burg Schroffenstein belehnt, nachdem die Familie seiner Mutter mit seinem Neffen Georg Philipp von Schrofenstein 1546 erloschen war.
Damit zählte er dank seiner Sparsamkeit, seinem finanziellen Geschick – und nicht zuletzt dank seiner guten Beziehungen zur landesfürstlichen Verwaltung – zu den reichsten Großgrundbesitzern in Tirol.
Er ließ 1541 von dem Tiroler Baumeister und Bildhauer Gregor Türing (* 1543) in Innsbruck ein standesgemäßes Wohnhaus – das Trautsonhaus, ein gotisches Laubenhaus mit zwei prächtigen Erkern – errichten, das bis heute besteht (Herzog-Friedrich-Straße Nr. 22).

### In Niederösterreich
Durch seine Tätigkeit als Geheimer Rat von Kaiser Ferdinand I. verlagerte sich seine Tätigkeit vermehrt von Tirol nach Wien und Niederösterreich, weshalb er daran interessiert war, sich auch dort ansässig zu machen.
Bereits 1557 bemühte er sich die Burg und Herrschaft Mödling bei Wien zu kaufen, was jedoch nicht gelang. Ein Jahre später unternommener Versuch, die landesfürstliche Burg und Herrschaft Falkenstein im nördlichen Niederösterreich bei Mistelbach) als Pfand zu erwerben war jedoch, dank der Unterstützung des mit ihm befreundeten österreichischen Staatsmannes (Präsident der Hofkammer (1567–1575) und Historikers Reichard Streun von Schwarzenau (* 1538; † 1600) nach dem Tod des bisherigen Pfandinhabers, Hanns III. von Fünfkirchen (* 1502; † 1571) erfolgreich. Die Übergabe der Herrschaft erfolgte am 7. Juli 1572, die Belehnung durch Kaiser Maximilian II. am 17. September desselben Jahres. Gleichzeitig war Trautson erfolgreich bemüht, die benachbarte Herrschaft Poysbrunn (im nördlichen Weinviertel in Niederösterreich) von der Familie des 1570 verstorbenen Hanns Maishauser zu erwerben und konnte den Kaufbrief am 19. September 1571 – nur zwei Tage nach der Belehnung mit Falkenstein – unterschreiben. Damit verbunden war auch das Patronatsrecht über die Pfarre von Poysbrunn.
Eine wesentliche Abrundung der in Niederösterreich erworbenen Güter stellte der Kauf der bedeutenden Pfarrherrschaft Falkenstein vom Benediktinerkloster Kremsmünster dar, der am 23. Oktober 1581 erfolgte. Die drei Herrschaften wurden zentral von Poysbrunn aus verwaltet.
Darüber hinaus hatte Trautson bereits 1574 die Pfandherrschaft Hainburg an der Donau um 15.540 Gulden übernommen, die ihm auf Lebenszeit verschrieben wurde.
Die letzte bedeutende Erwerbung betraf die Burgherrschaft Laa an der Thaya (im nördlichen Weinviertel in Niederösterreich), die seit 1570 mit Maut, Ungeld und Landgericht an die Stadt Laa verpfändet war, die jedoch ihren Verpflichtungen nicht nachkam. Kaiser Rudolf II. löste die Herrschaft aus der Verpfändung und belehnte Trautson damit am 24. November 1578.

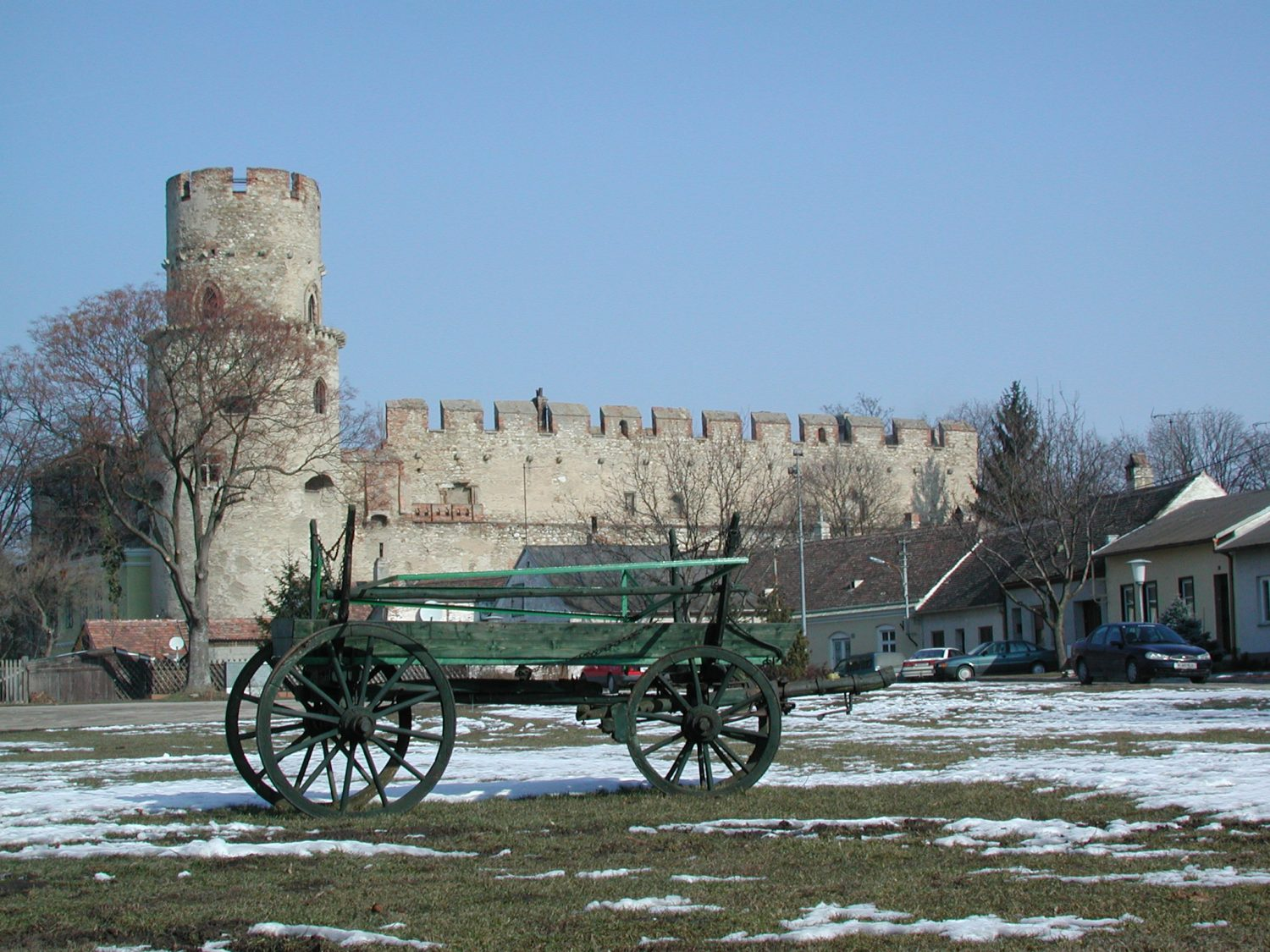
Burg Laa an der Thaya

Trautson konnte daher schließlich folgende Besitzungen im Titel führen: „Freiherr zu Sprechenstein, Herr auf Matrei, Schroffenstein, Bideneck, Raspenbühel, Hoch-Eppan, Korb, Sommersberg, Gufidaun und Stein in Tirol, auf Falkenstein, Ottenthal, Drasenhofen, Stützenhofen, Alt-Ruppersdorf, Dürnbach, (Klein-) Schweinbart, Garschönthal, Hanfthal, Pottenhofen, Poysbrunn und Laa an der Thaya in Niederösterreich“.

## Ehe und Kinder
Johann III. von Trautson vermählte sich 1531 mit Brigitta Maria Susanna Freiin von Madruzzo († 27. April 1576 in Wien, wo sie in der Michaelerkirche begraben wurde). Sie war eine Tochter des Freiherren Giangaudenzo (Johann Gaudenz) von Madruzzo, Herr zu Castel Madruzzo, Nanno, Castel Toblino etc. und der Eufemia Freiin von Sparrenberg, auf Pradell in Villanders.
Kinder:
- Balthasar II. von Trautson Freiherr zu Sprechenstein († zwischen 19. Mai 1590 und 21. Juli 1597 in Rovereto), Herr auf Schroffenstein, Falkenstein, Matrei, Reifeneck, Raspenbühel, Gufidaun, Villanders, Ritten, Enn u. Kaldif, Obersterblandmarschall der Gefürsteten Grafschaft Tirol, kaiserlicher Geheimer Rat und Hauptmann zu Rovereto. Er war der Stammvater der älteren, seit 1599 reichsgräflichen Linie zu Sprechenstein, die 1629 erlosch.
- Johann IV. von Trautson, kaiserlicher Mundschenk und Truchsess († 1566), unverheiratet, begraben im Presbyterium der Michaelerkirche in Wien
- Caspar von Trautson (* 1546; † 1551)
- Clara von Trautson († als Kleinkind)
- Paul Sixt von Trautson, Freiherr zu Sprechenstein, seit 1599 Reichsgraf zu Falkenstein, Freiherr zu Sprechenstein und Schroffenstein (* ca. 1550; † 30. Juli 1621, begraben in der Michaelerkirche in Wien), Herr auf Matrei, Raspenbühel, Poisbrunn, Laa an der Thaya, Fladnitz, Seyring und zu St. Pölten, Obersterblandhofmeister im Erzherzogtum Österreich unter der Enns, Ritter des Ordens vom Goldenen Vlies, kaiserlicher Wirklicher Geheimer Rat und Kämmerer, Statthalter der Niederösterreichischen Regierung, erhielt 1609 das ungarische Indigenat, 1609 die Anrede „Hoch und Wohlgebohren“ und 1615 das Große Palatinat und das Münzregal. Er war der Stammvater der jüngeren Linie der Reichsgrafen von Trautson zu Falkenstein, die 1711 in den Reichsfürstenstand erhoben wurde, jedoch schon 1775 erlosch.